# Цагаан Хас
Цагаан Хас (монг. Цагаан Хас — Белая Свастика) — монгольская неонацистская организация. Основана Ариунболдом Алтанхуумом в 1990-х годах, на фоне перехода Монголии к рыночной экономике и связанного с этим роста экономического неравенства.
Группа утверждает, что насчитывает 3000 членов, но в 2013 году агентство Reuters сообщило, что в ней «всего 100 с лишним членов», в то время как монгольский историк Ньям Пурув подсчитал в 2009 году, что на самом деле в группе было всего «десятки членов». Избирательный филиал организации получил менее 1 процента голосов на выборах в законодательные органы Монголии в 2008 году.
По словам Алтанхуума: «Причина, по которой мы выбрали неонацизм, заключается в том, что то, что происходит здесь, в Монголии, похоже на 1939 год, и движение Адольф Гитлера сделало его страну могущественной». Алтанхуум восхвалял Франсиско Франко и Чингисхана.
Соучредитель группы, известный под псевдонимом «Большой Брат», сказал: «Адольф Гитлер был тем, кого мы уважаем. Он научил нас, как сохранять национальную идентичность… Мы не согласны с его экстремизмом и началом Второй мировой войны. Мы против всех этих убийств, но поддерживаем его идеологию. Мы поддерживаем национализм, а не фашизм». Члены группы одеваются в нацистскую одежду (например, униформу, напоминающую форму СС) и используют приветствие «Зиг хайль», Железный крест и нацистского орла. Её члены оправдывают использование нацистских образов, указывая на азиатское происхождение свастики.
Большой Брат утверждает, что группа не пропагандирует преступность, исключает из своих членов «преступные элементы» и требует от своих членов хорошего образования. Он также заявил, что группа тесно сотрудничает с другими ультранационалистическими группировками в Монголии.
Члены группы характеризуются крайними антикитайскими настроениями и неприятием межрасовых браков. Один из последователей группы выразил мнение: «Мы должны убедиться, что наша кровь как нации чистая. Речь идет о нашей независимости… Если мы начнем смешиваться с китайцами, они медленно поглотят нас. Монгольское общество не очень богато. Иностранцы приезжают с большими деньгами и могут начать брать наших женщин». Группу обвинили в преследовании и пропаганде насилия в отношении межрасовых пар, иммигрантов, проституток и ЛГБТ-сообщества. Группа нацелилась на монгольских женщин, которые имели отношения с китайскими мужчинами, сбривая им волосы и иногда делая татуировки на лбу.
Некоторое негативное отношение к китайцам в Монголии со стороны таких групп, как Цагаан Хас, можно объяснить политикой Советского Союза, рассматривающей Китай как угрозу для Монголии, чтобы получить лояльность со стороны Монголии. Во время советско-китайского раскола Монгольская Народная Республика оказывала Советскому Союзу непоколебимую поддержку во всех вопросах.
В 2013 году группа попыталась переключить свое внимание на борьбу с загрязнением окружающей среды в результате добычи полезных ископаемых в Монголии. В интервью Reuters Алтанхуум заявил: «Наша цель изменилась с борьбы с иностранцами на улицах на борьбу с горнодобывающими компаниями». Ее члены появлялись на горнодобывающих предприятиях, требуя предъявить документы, а иногда и саботируя операции, если считали, что они плохо управляются. Группа потребовала образцы почвы с горнодобывающих предприятий, чтобы проверить ее на загрязнение. По словам Алтанхуума, группа хочет выполнить роль, которую местные власти якобы не смогли выполнить в отношении иностранных горнодобывающих компаний.